# Їжача голівка пряма
Їжача голівка пряма або їжача голівка випрямлена (Sparganium erectum) — вид рослин родини рогозові (Typhaceae), поширений у Євразії й на заході Південної Африки. Етимологія: лат. erectus — «прямий, зведений»

## Опис
Багаторічник 25–150 см заввишки. Зав'язь 2-гніздова, рідко 1 або 3-гніздова. Плід з клиноподібною верхівкою, нижня частина плода пірамідальна, 5–7 мм довжиною, світло-коричнева, верхня частина плода трохи сплющена, темно-коричнева або чорна. Суцвіття гіллясте, з 2–3 маточними й 5–12 тичинковими головками.
Вегетативне розмноження відбувається через столони. Листя має паренхіми як адаптацію до нестачі кисню в затопленому середовищі. Самозапилення є успішним. Пилок також споживається комахами. Кісточкові плоди мають губчасту тканину, яка дозволяє їм поширюватися плаваючи; плавання може тривати до 12 місяців.

## Поширення
Північна Африка: Алжир, Марокко; Європа: Білорусь, Латвія, Литва, Росія, Україна, Австрія, Бельгія, Чехія, Німеччина, Угорщина, Нідерланди, Польща, Словаччина, Швейцарія, Данія, Фінляндія, Ірландія, Норвегія, Швеція, Велика Британія, Албанія, Боснія і Герцеговина, Болгарія, Хорватія, Греція, Італія, Чорногорія, Румунія, Сербія, Словенія, Франція, Португалія, Іспанія; Азія: Вірменія, Азербайджан, Грузія, Росія, Кіпр, Іран, Ірак, Ізраїль, Йорданія, Сирія, Туреччина; натуралізований: Австралія.
В Україні зростає на берегах водойм, канав і в болотах — на всій території. Входить у список регіонально рідкісних рослин м. Києва.

## Галерея

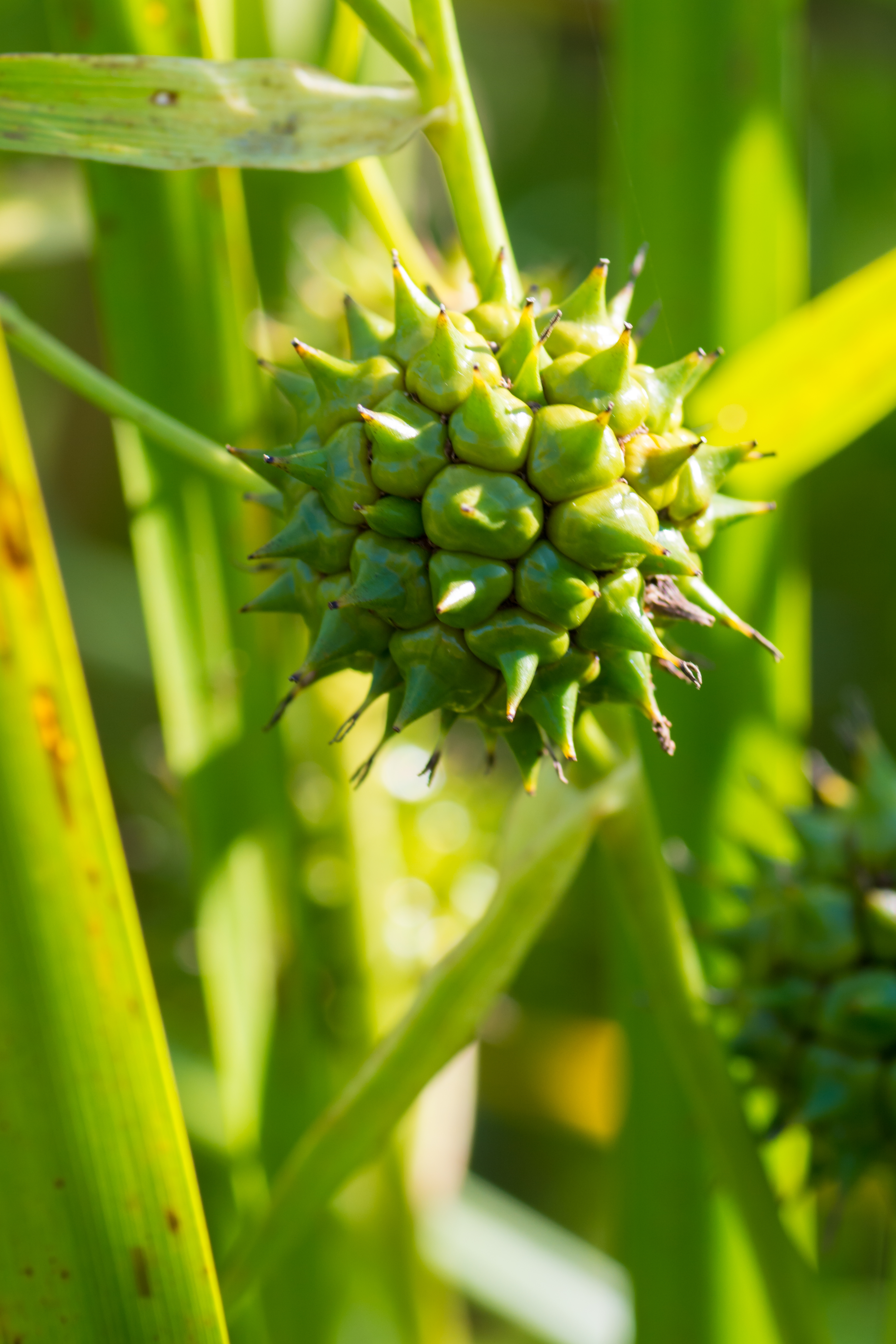
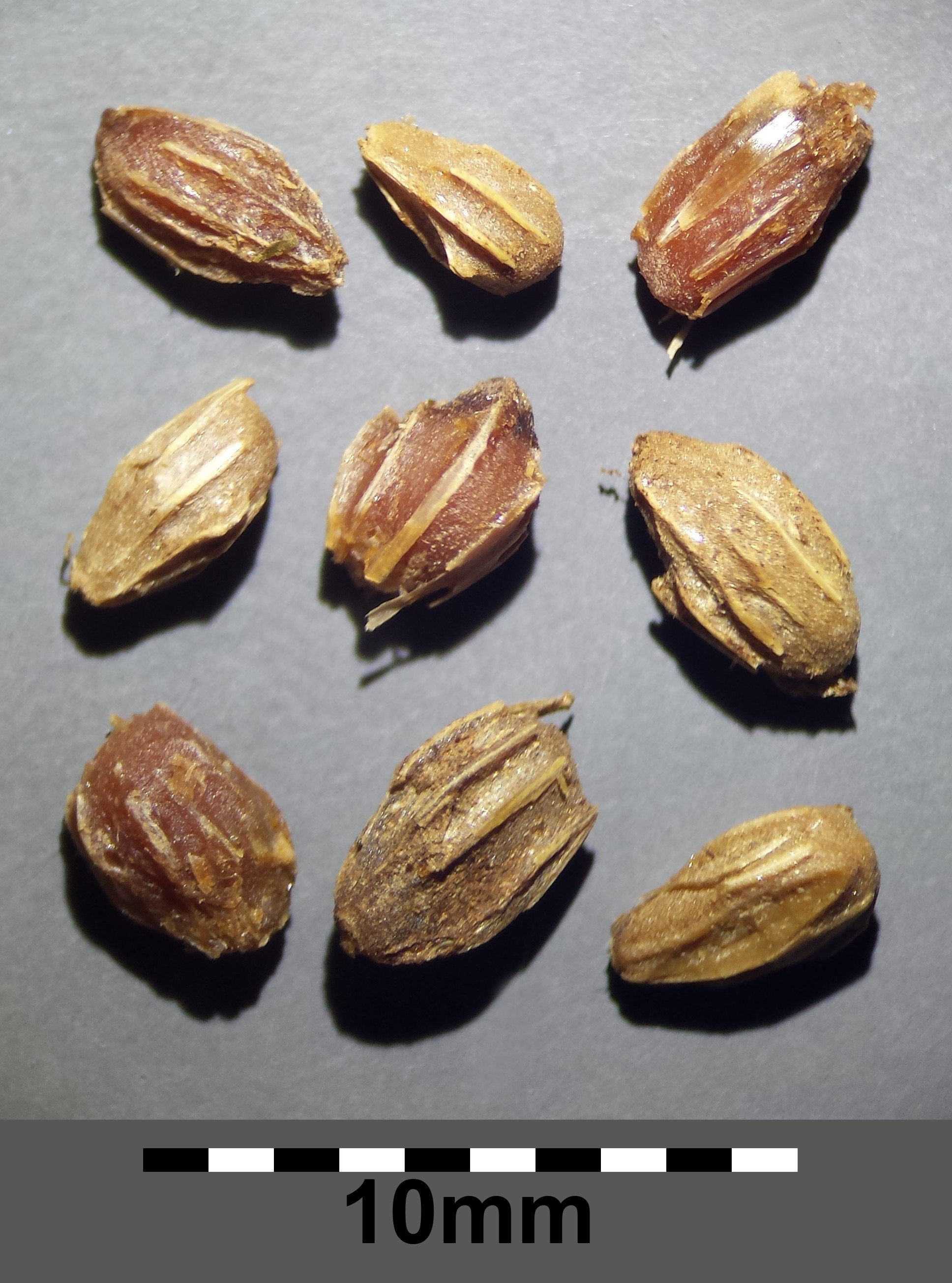
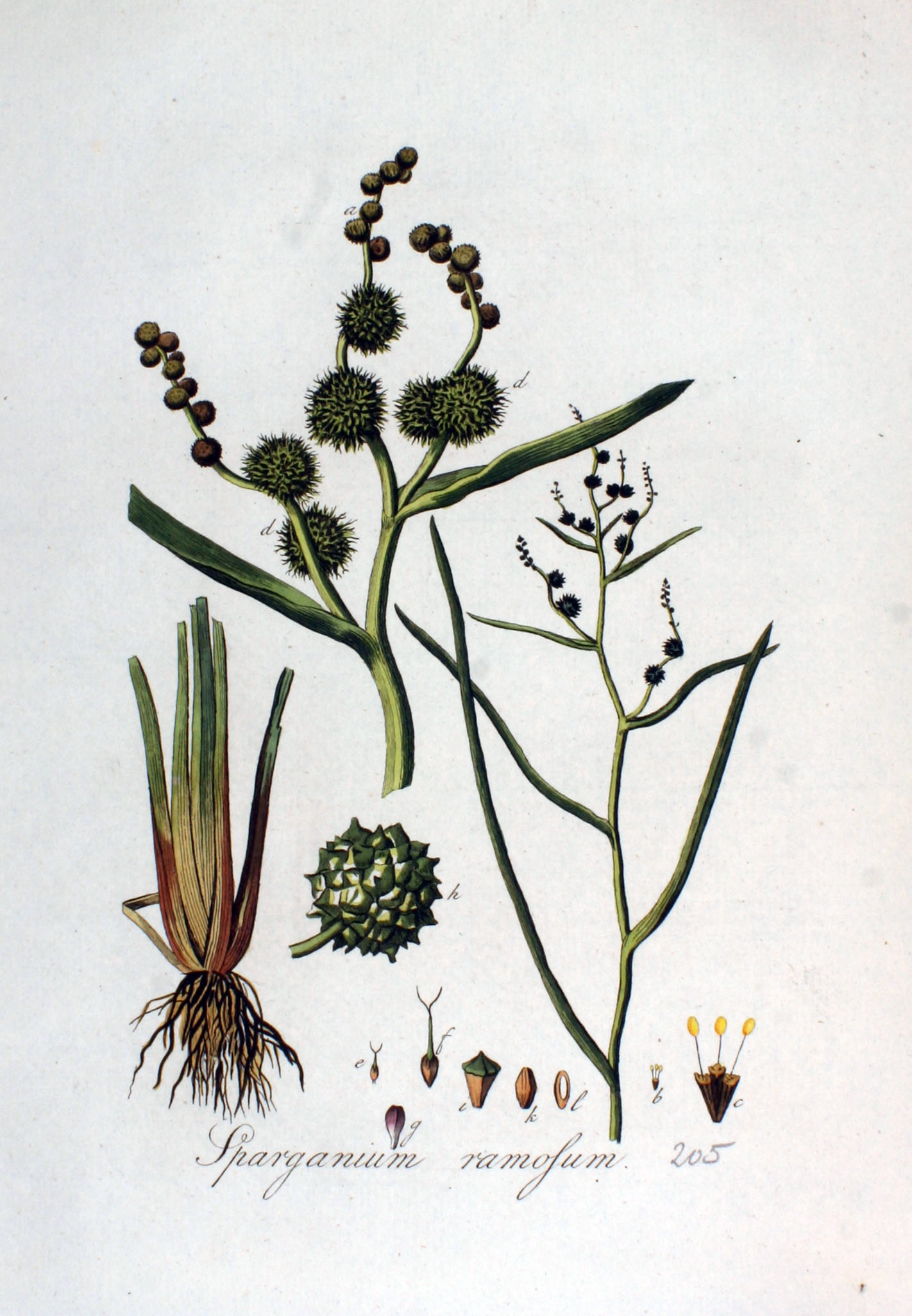